# St. Liborius (Boffzen)

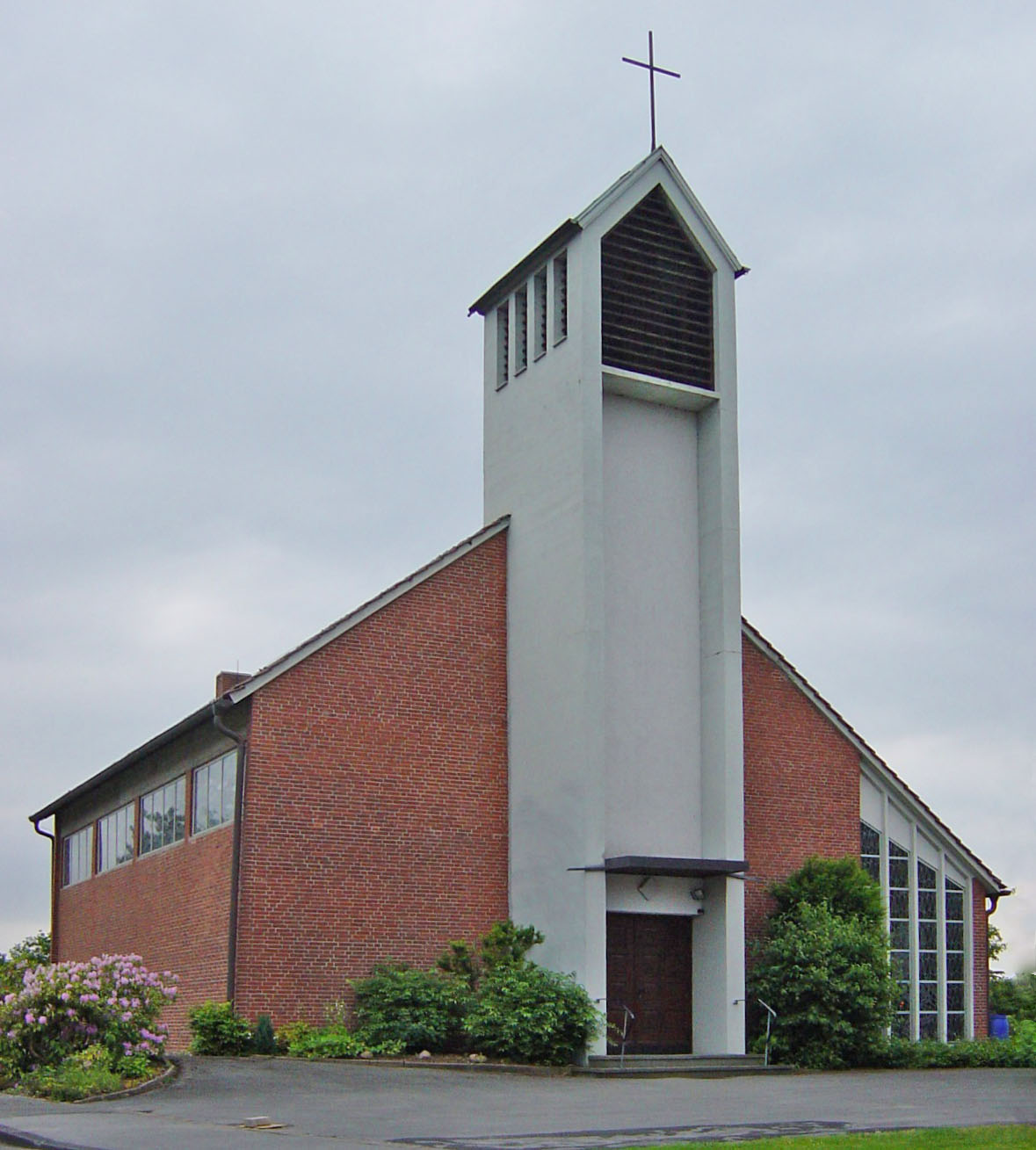
St.-Liborius-Kirche

Die Kirche Sankt Liborius ist die römisch-katholische Kirche in Boffzen, einer Gemeinde im Landkreis Holzminden im südlichen Niedersachsen. Das nach dem heiligen Liborius benannte Gotteshaus ist eine Pfarrkirche im Dekanat Weserbergland und die einzige Liboriuskirche im Bistum Hildesheim. Die Seelsorge erfolgt ex caritate durch den Pastoralverbund Corvey des Dekanates Höxter im Erzbistum Paderborn.

## Geschichte
1542 fielen Truppen des Schmalkaldischen Bundes in das Fürstentum Braunschweig-Wolfenbüttel ein, zu dem Boffzen damals gehörte, vertrieben Herzog Heinrich II. von Braunschweig-Wolfenbüttel und führten die Reformation ein. Dauerhaft setzte sich die Reformation 1568 durch, nachdem Herzog Julius von Braunschweig-Lüneburg die Regentschaft angetreten hatte. Infolgedessen wurden die Einwohner und die Kirche von Boffzen protestantisch.
Im Zuge der Flucht und Vertreibung Deutscher aus Mittel- und Osteuropa 1945–1950 ließen sich auch in Boffzen wieder Katholiken nieder, sie gehörten zunächst zur Kuratie Holzminden.
1956 wurde in Boffzen ein Kirchbauverein gegründet, der sich um den Bau einer katholischen Kirche in Boffzen bemühte. 1959 kam es in Boffzen zur Gründung einer eigenen katholischen Kirchengemeinde, die zur Kuratie Holzminden gehörte. Leo Pakulla wurde ihr erster Seelsorger. Zunächst fanden ihre Gottesdienste im Pfarrsaal der evangelischen Kirchengemeinde statt. 1959 wurde auch der Kirchbauplatz erworben.
Im Januar 1961 folgte Eduard Ziesing (1918–2009) dem Priester Leo Pakulla als Seelsorger von Boffzen. 1961 wurde auch bereits das Pfarr- und Jugendheim erbaut.

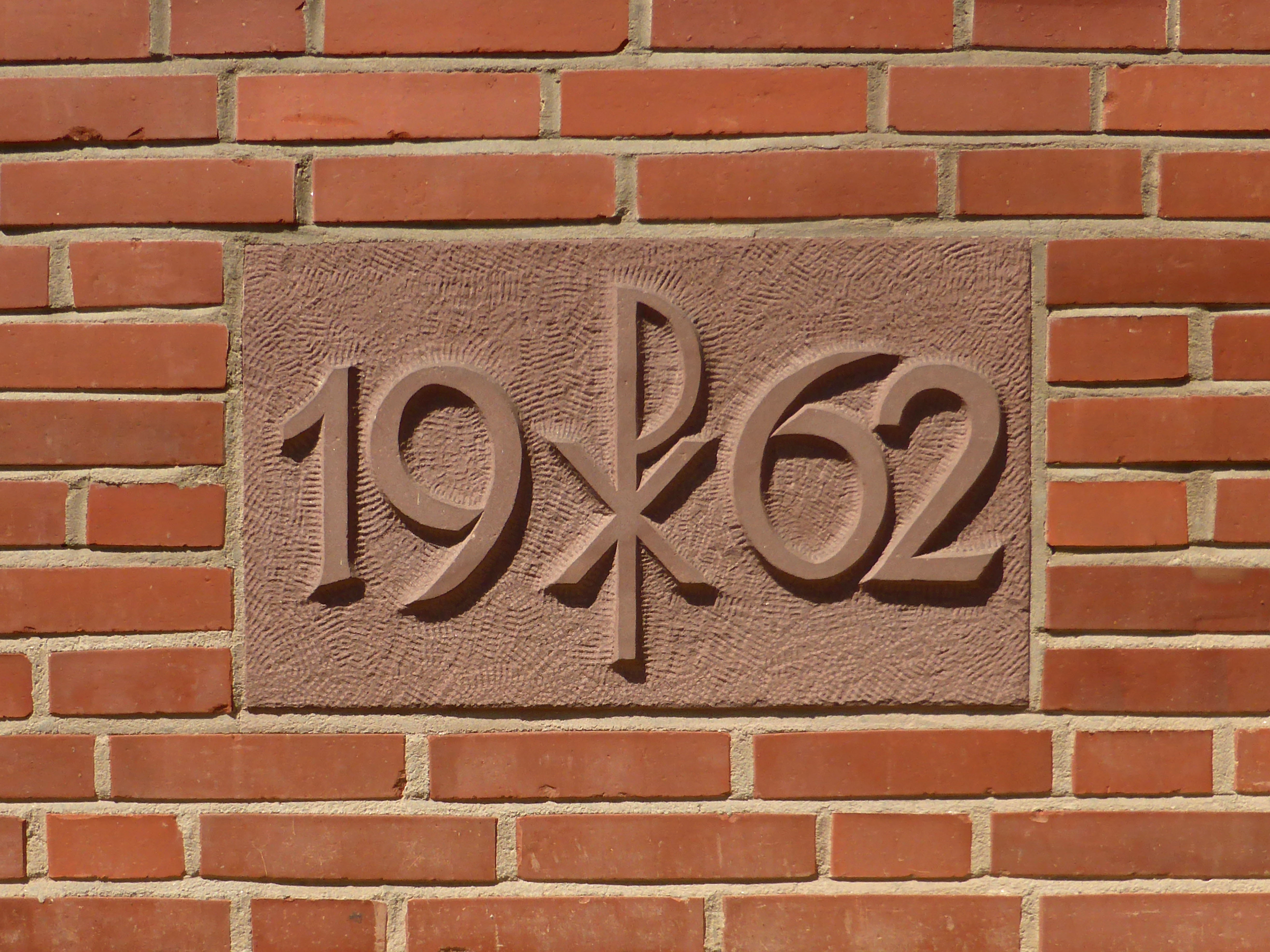
Grundstein

Am 4. August 1962 erfolgte die Grundsteinlegung der St.-Liborius-Kirche durch Generalvikar Adalbert Sendker (1912–1993), die am 11. Mai 1963 durch Bischof Heinrich Maria Janssen geweiht wurde. Parallel dazu wurde auch das Pfarrhaus erbaut.
Am 1. Juli 1963 wurde die Kirchengemeinde Boffzen zu einer selbstständige Kuratie erhoben. Zu diesem Zeitpunkt wurde auch Lauenförde, das bisher zur Kirchengemeinde Uslar gehörte, der Kuratie Boffzen angeschlossen. In Lauenförde wurde 1966 ein Bauplatz für eine Filialkirche erworben, zum Kirchbau kam es aus finanziellen Gründen jedoch erst 1993/94. 1966 verließ Eduard Ziesing Boffzen, seine Nachfolger waren Siegfried Krebs und Franz Sommer. 1973 wurde Heinrich Thiel der letzte ortsansässige Seelsorger in Boffzen, er blieb bis zu seinem Eintritt in den Ruhestand im Jahre 1986.
Am 1. September 2012 wurden die Dekanate Hameln-Holzminden, zu der die St.-Liborius-Kirche gehörte, und Bückeburg zum heutigen Dekanat Weserbergland vereinigt.

## Architektur und Ausstattung

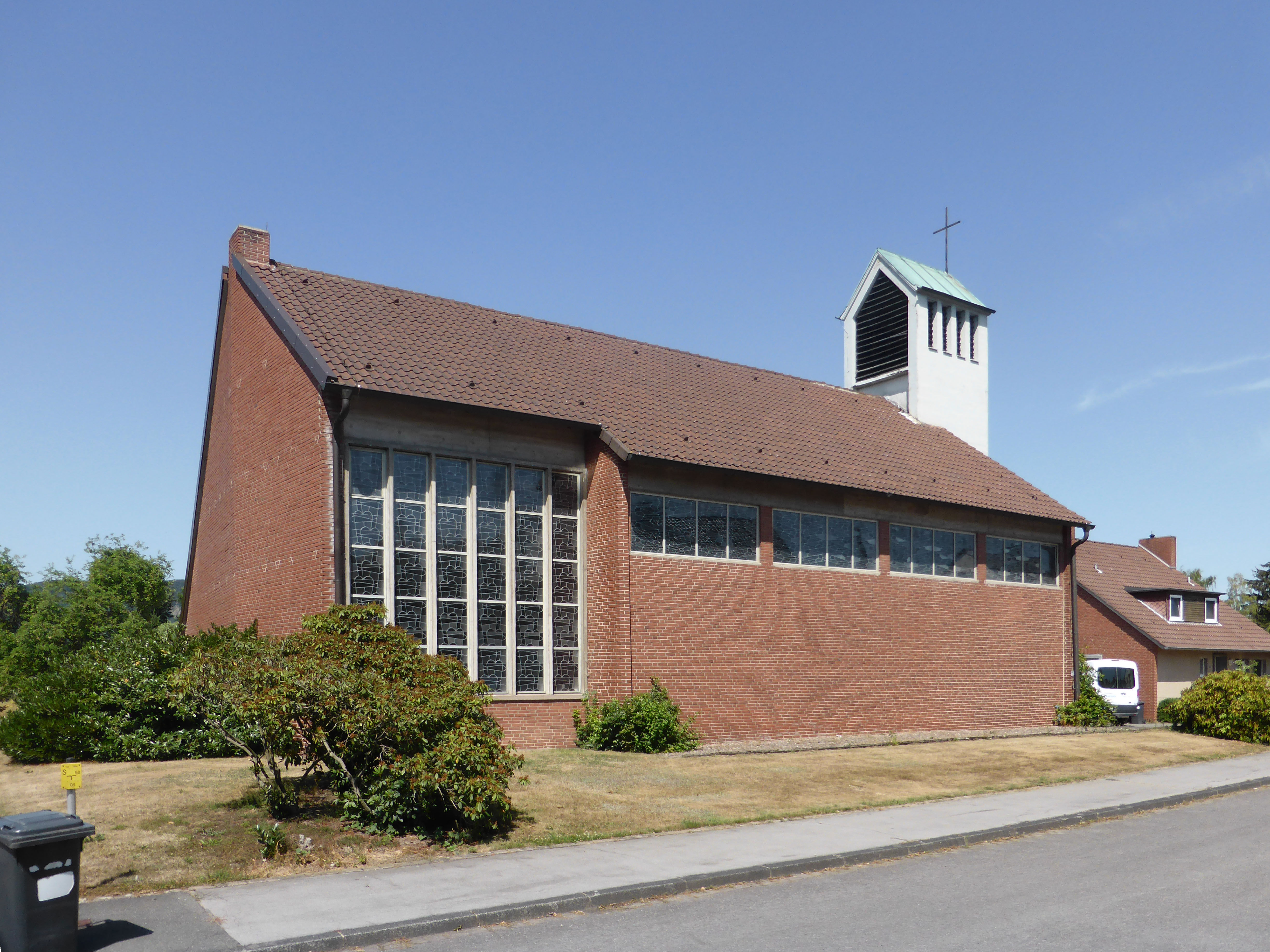
Kirche von Südosten

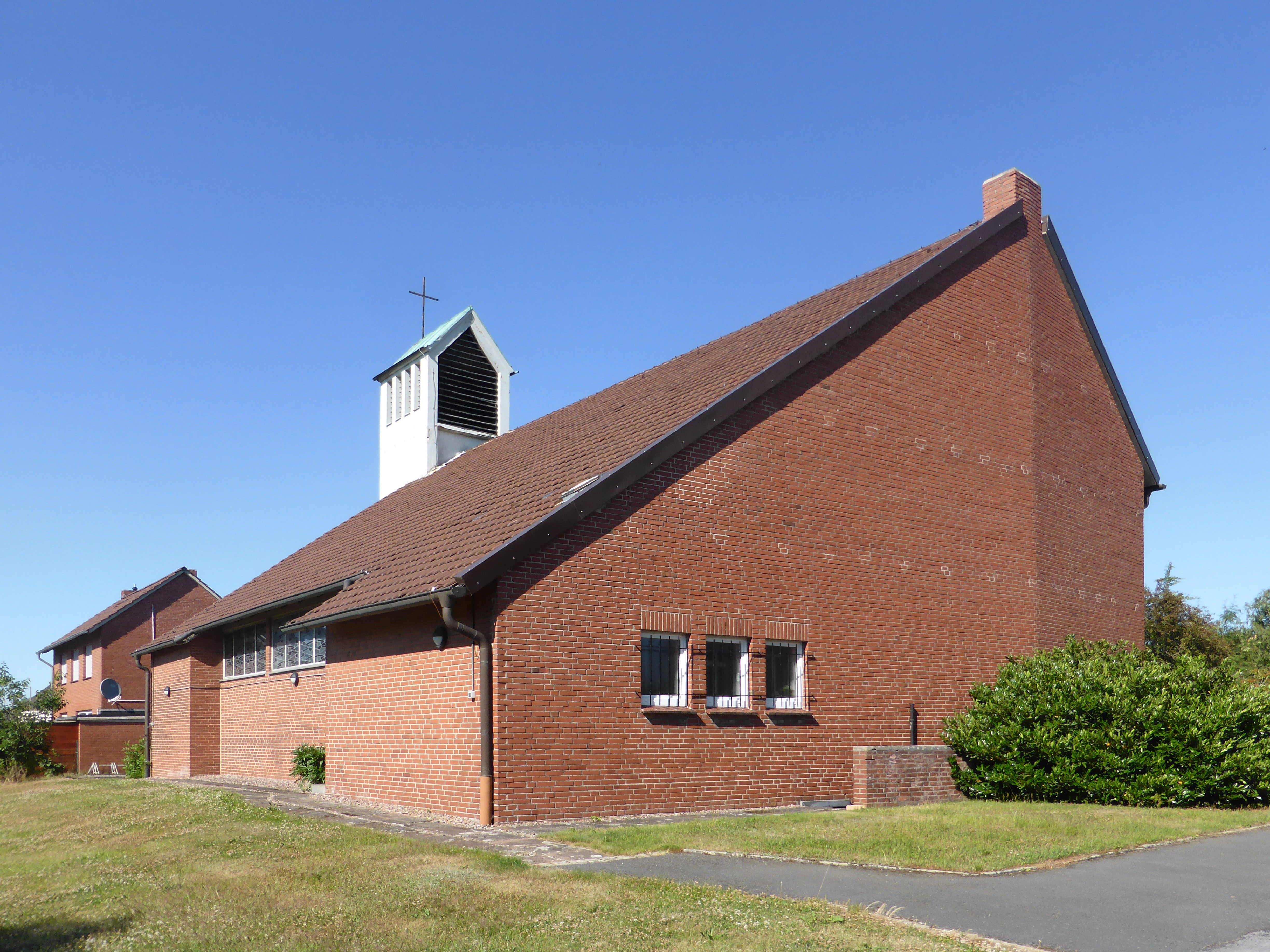
Kirche von Südwesten

Die Kirche steht am südlichen Ortsrand von Boffzen, rund 700 Meter von der Weser entfernt, auf dem Grundstück Eichendorffstraße 1. Nördlich der Kirche steht das ehemalige Pfarrhaus, welches 2014 verkauft wurde. Südlich der Kirche ist das Pfarrheim zu finden.
Das Gotteshaus wurde nach Plänen des Architekten Josef Westermeier (1907–1967) aus Hamm erbaut. Es war sein einziger Kirchenbau im Bistum Hildesheim.
Die nach Süden ausgerichtete Kirche ist mit einem Satteldach eingedeckt und wird durch den Eingangsturm, der in Sichtbeton ausgeführt und dessen Dach mit Kupferplatten eingedeckt ist, betreten. Die beiden Glocken wurden in den 1960er Jahren vom Unternehmen Günter Kisselbach aus Baunatal erworben. Das Kirchenschiff ist ein Stahlbetonbau, der mit roten Klinkern verblendet ist.
An der Westseite der Kirche befinden sich die ehemalige, bis 2004 genutzte Taufkapelle, ein kleines Seitenschiff, das durch drei Rundpfeiler vom Hauptschiff abgetrennt ist, sowie die Sakristei.
Im eingezogenen Altarraum ist der ursprüngliche Altar erhalten und wurde nach der Liturgiereform des Zweiten Vatikanischen Konzils um einen Volksaltar ergänzt. Das Putzmosaik an der Rückwand des Altarraumes, nach einem Entwurf des Künstlers Josef Nienhaus (1924–2008) aus Wessum geschaffen, zeigt den auferstehenden Christus mit der Siegesfahne.
Nach Entwürfen von Josef Nienhaus entstanden auch der Altar, die Buntglasfenster, der Tabernakel sowie die nach der Liturgiereform des Zweiten Vatikanischen Konzils aus der Kirche entfernten Kommunionbänke. Die 14 Kreuzwegstationen von 1965 sind Werke von Reinhard Maria Bongartz (1914–1994) aus Issum. Den Ambo schuf der Goldschmiedemeister Raimund Lange (1928–2006) aus Wolfsburg, auf ihm sind Jesus Christus, Paulus von Tarsus, König David und Mose dargestellt. Ein ähnlicher Ambo, ebenfalls von Lange, steht in der St.-Christophorus-Kirche in Wolfsburg, der Heimatkirche von Raimund Lange. Der heilige Liborius, der Schutzpatron der Kirche, ist auf einem in der Werkstatt von Werner und Erika Cassau in Paderborn gefertigten Stickbild dargestellt, das in einem Bilderrahmen links neben dem Altarraum hängt. Rechts vom Altarraum erinnert eine kreisförmige Darstellung von 2006 an den Weltjugendtag 2005 in Deutschland.
Auf der Empore steht eine 1977 erworbene elektronische Orgel.